# Bitter Springs Group

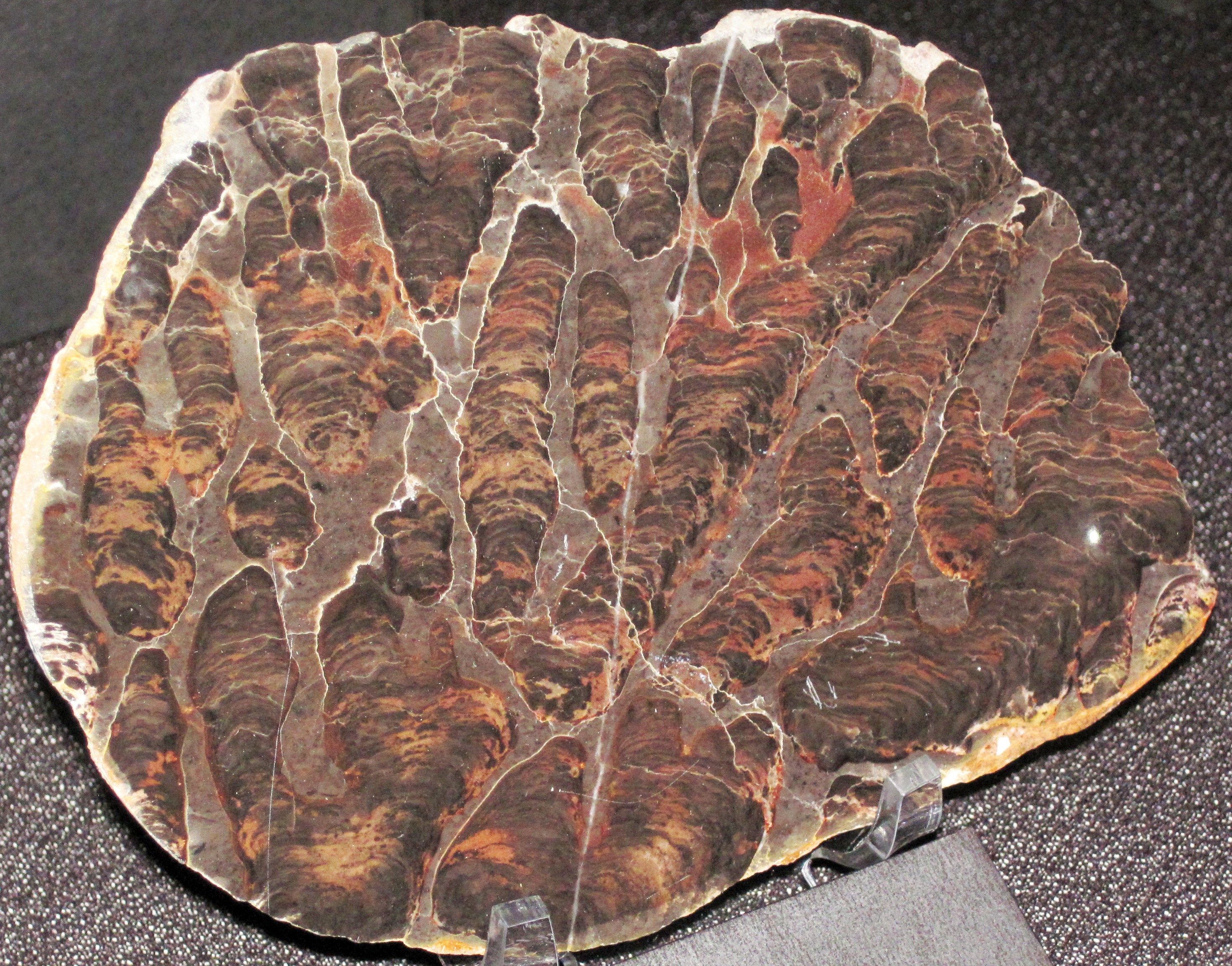
Structuren van de stromatoliet Inzeria intia uit de Bitter Springs Group.

De Bitter Springs Group (tot 2015 de Bitter Springs Formation) is een groep gesteentelagen in de ondergrond van Midden-Australië. Het zijn sedimentaire lagen uit het Neoproterozoïcum, ongeveer 850 miljoen jaar oud. De Bitter Springs Group is een vindplaats van opvallend goed bewaard gebleven fossielen uit dit tijdperk.

## Geologie
De Bitter Springs Group werd afgezet in het Amadeusbekken. De groep bestaat van boven naar onder uit drie formaties:
- Johnnys Creek Formation (boven, jongst)
- Loves Creek Formation
- Gillen Formation (onder, oudst)

De groep bestaat grotendeels uit carbonaatgesteente zoals kalksteen en dolosteen, afgewisseld met siliciclastica en evaporieten. Met name in de bovenste formatie komen ook vulkanische basaltlagen voor. De dolosteen bevat stromatolieten. Lagen steenzout (haliet) komen veel voor in de onderste formatie maar zijn ook bovenin de groep aanwezig.
Het afzettingsmilieu was een ondiepe zee van het continentaal plat, waarbij periodisch sprake was van belemmering van de instroom van zeewater. In droge periodes met wellicht playa-achtige omstandigheden werden evaporieten afgezet. Naar de top toe gaat dit geleidelijk over naar lacustriene omstandigheden (op het land, meren).
De absolute ouderdom van de Bitter Springs Group is onbekend. Uit stratigrafische relaties met andere lagen blijkt dat de groep tussen de 900 en 720 miljoen jaar oud is. Dat plaatst de groep in de geologische periode Tonium.

## Fossielen
De Bitter Springs Group is een van de beste lagerstättes uit het Proterozoïcum. De zichtbare structuren van stromatolieten zijn van verschillende geslachten, zoals Linella en Inzeria. In calcedoon-vuursteenlagen is de drie-dimensionale structuur van microfossielen bewaard gebleven.
Lang werden donkere structuren in de cellen gezien als celkernen, waarmee het om eukaryoten zou gaan, mogelijk seksueel voortplantende algen. De fossiele microbe Glenobotrydion is aangetroffen in verschillende stadia van de celdeling. 
De microfossielen zijn desondanks niet makkelijk in moderne groepen te plaatsen. In hoeverre de microfossielen bewijs voor organellen of seksuele voortplanting leveren is omstreden. Mogelijk zijn de zogenaamde celkernen slechts plekken waar bepaalde stoffen in de cel geconcentreerd waren. Eotetrahedrion werd ooit geïdentificeerd als een eukaryoot, maar was waarschijnlijk een groep blauwalgen.